# Federación Costarricense de Fútbol
La Federación Costarricense de Fútbol o FCRF, anteriormente conocida como FEDEFUTBOL, es el ente rector del fútbol en Costa Rica, con sede en San Rafael de Alajuela. Fue fundada en 1921 en la ciudad de San José y es miembro de la FIFA y de la Concacaf.
Organiza las ligas costarricenses de fútbol, y el campeonato de Copa. Asimismo, está al cargo de la Selección de Costa Rica en sus distintas categorías.

## Historia
La Federación Costarricense de Fútbol tiende a considerar que la práctica del fútbol en el país comenzó hacia 1876, en los terrenos de La Sabana. Sin embargo, el primer partido al que se hace referencia fue disputado en 1887, cuando Oscar Pinto Fernández, de regreso al país procedente de Inglaterra, junto a un compañero de universidad organizó dos equipos para disputar un partido con uniformes y una pelota traídas desde Inglaterra. No obstante, no fue sino hasta 1894, con la llegada de empresarios ingleses a trabajar en el tranvía, que se unieron con jóvenes costarricense que habían estudiado en Inglaterra, que la práctica del fútbol logró mayor auge y cobró algún grado de organización.
De este modo, en los primeros años del siglo XX, el fútbol ya era practicado regularmente en San José, Alajuela, Heredia y Cartago. Incluso en Limón llegó el fútbol de la mano de la Northern Railway Company, donde los trabajadores de origen inglés que trabajaban en el Ferrocarril al Atlántico jugaban fútbol en sus ratos libres. En este periodo surgen los primeros clubes de fútbol, entre los que destacan el Club Sport El Josefino, fundado el 13 de julio de 1904; el Club Sport Costarricense, fundado el 10 de agosto de 1904; el Club Sport El Invencible (1904); el Club Sport Monte Líbano (1904); el Club Sport Domingueño (1904); Club Sport La Libertad (1905) y el Club Sport Cartaginés fundado en 1906.
A consecuencia del rápido crecimiento de la práctica del fútbol, se vio la necesidad de crear un órgano centralizado que dirigiera y organizara este deporte. Hasta ese entonces se jugaban partidos en el Parque Metropolitano La Sabana, en San José, con gran asistencia de público, llegándose a cobrar 25 céntimos por derecho a una silla para los espectadores. Sin embargo, no existía reglamentación ni se registraban estadísticas, por lo que algunos dirigentes vieron necesario organizar la actividad. Luego de varios intentos fallidos, se organizó un comité que se dedicó a estudiar la organización del fútbol en el país. De esta forma, se funda la Federación Costarricense de Fútbol el 13 de julio de 1921, bajo el nombre de Liga Nacional de Fútbol y paralelamente se crea Tribunal Supremo para arbitrar en las disputas entre clubes.
La Liga Nacional de Fútbol estaba formada por un representante de cada uno de los 7 clubes interesados en conformar esta agrupación: La Libertad, Sociedad Gimnástica Española de San José, Club Sport Herediano, Liga Deportiva Alajuelense, Club Sport Cartaginés, Club Sport La Unión de Tres Ríos y la Sociedad Gimnástica Limonense. La primera Junta Directiva de la Liga la integraron: José Albertazzi Avendaño (Presidente), Joaquín Manuel Gutiérrez (Vicepresidente), Ricardo Fournier (Secretario), Fernando Streber (Tesorero) y Manolo Rodríguez, Rodolfo Castaing y Joaquín Vargas Coto (Vocales)
La Liga Nacional comenzó a disputar un torneo ese mismo año, siendo su primer vencedor el Club Sport Herediano. En 1931 el organismo cambia de nombre a Federación Deportiva de Costa Rica, y años más tarde a Federación Nacional de Fútbol. Finalmente, en la década de 1960 adopta su actual nombre, siendo bautizada como Federación Costarricense de Fútbol.
Actualmente la Federación Costarricense de Fútbol está compuesta por 6 ligas: FPD Costa Rica (Primera División), LIASCE (Segunda División o Liga de Ascenso), LINAFA ( Liga Nacional de Fútbol Aficionado), AFUSCO (Fútbol Sala), ADEFUPLA (Fútbol Playa) y ADELIFFE (Fútbol Femenino)

## Presidentes
Listado de presidentes federativos, desde 1921 hasta la actualidad.
| Liga Nacional de Fútbol | Liga Nacional de Fútbol   |
| ----------------------- | ------------------------- |
| Año                     | Presidente                |
| 1921                    | José Albertazzi Avendaño  |
| 1922                    | Ricardo Moreno Cañas      |
| 1922                    | Miguel Ángel Dávila       |
| 1922                    | Rafael Coronado           |
| 1922                    | Daniel Gallegos           |
| 1923                    | Alberto Tomás Brenes Mora |
| 1923                    | José María Pinaud Pinaud  |
| 1923                    | Alberto Picado Michalski  |
| 1924                    | Ricardo Moreno Cañas      |
| 1925                    | Eladio Rosabal Cordero    |
| 1926-1929               | Cipriano Güell Partegás   |
| 1929-1930               | Moisés Vicenzi Pacheco    |
| 1930-1931               | Porfirio Morera Ávila     |

| Federación Deportiva de Costa Rica | Federación Deportiva de Costa Rica |
| ---------------------------------- | ---------------------------------- |
| Año                                | Presidente                         |
| 1931-1934                          | Miguel Ángel Castro Gamboa         |
| 1934                               | Miguel Brenes G.                   |
| 1934                               | Héctor Beeche Luján                |
| 1934                               | Raúl Lizano                        |
| 1934                               | Manuel Antonio Lobo                |
| 1935                               | Joaquín Lizano Bonilla             |
| 1935                               | Cipriano Güell Partegás            |
| 1936                               | Julio César Ovares Arias           |
| 1937-1939                          | José Gonzalo Hoffmaister B.        |

| Federación Nacional de Fútbol | Federación Nacional de Fútbol      |
| ----------------------------- | ---------------------------------- |
| Año                           | Presidente                         |
| 1939                          | Rodolfo Montealegre R.             |
| 1939-1941                     | Manuel Rodríguez Torrá             |
| 1941                          | Rafael Ángel Calderón Guardia      |
| 1942                          | Manuel Jiménez de la Guardia       |
| 1942                          | Everardo Gómez Rojas               |
| 1943-1944                     | Ernesto José Montealegre Rohrmoser |
| 1945                          | Adrián Chaverri Rodríguez          |
| 1945-1946                     | Miguel Ángel Herrero Lara          |
| 1946                          | Salvador Borbón Moya               |
| 1946-1947                     | Valentín Fonseca Loáisiga          |
| 1947-1950                     | Miguel Ángel Herrero Lara          |
| 1950-1951                     | Jorge Hütt Chaverri                |
| 1951-1952                     | Gonzalo Lizano Ramírez             |
| 1952-1953                     | Hernán Bolaños Ulloa               |
| 1953-1954                     | Gonzalo Lizano Ramírez             |
| 1954                          | Oldemar Ramírez Ramírez            |
| 1955-1956                     | Clemente Laclé Croes               |
| 1957                          | Carlos Manuel Pacheco Chaverri     |
| 1957-1958                     | Álvaro Rojas Espinoza              |
| 1958-1959                     | Ricardo Valerín Rivera             |
| 1960                          | Virgilio Calvo Sánchez             |
| 1961                          | Rodrigo Soley Carrasco             |

| Federación Costarricense de Fútbol | Federación Costarricense de Fútbol |
| ---------------------------------- | ---------------------------------- |
| Año                                | Presidente                         |
| 1961                               | Álvaro Castro Charpentier          |
| 1961                               | Rolando Sáenz Ulloa                |
| 1962                               | Fabio Urbina Fernández             |
| 1963-1964                          | Álvaro Rojas Espinoza              |
| 1965                               | Antonio Soler Salicrú              |
| 1966-1968                          | Antonio Escarré Cruxent            |
| 1968                               | Luis Felipe Morúa Carrillo         |
| 1969                               | Álvaro Rojas Espinoza              |
| 1970-1971                          | Francisco Morelli Cozza            |
| 1972                               | Gonzalo Lizano Ramírez             |
| 1973                               | Álvaro Rojas Espinoza              |
| 1974                               | Fabio Carballo Montero             |
| 1975                               | Jorge Luis Villanueva Badilla      |
| 1976                               | Alfredo Arguedas Fuentes           |
| 1977                               | Carlos Luis Monge Sanabria         |
| 1978-1980                          | Ramón Balsinde y Martínez          |
| 1981-1983                          | Melvin Lobo Cavallini              |
| 1984                               | Marino Sagot Arias                 |
| 1985                               | Jorge Arturo Umaña Arias           |
| 1986-1988                          | Éric Thompson Piñeres              |
| 1988-1989                          | Carlos Ugalde Álvarez              |
| 1989-1990                          | Longino Soto Pacheco               |
| 1990-1993                          | Isaac David Sasso Sasso            |
| 1993                               | Jorge Woodbridge González          |
| 1993                               | Óscar Aguilar Bulgarelli           |
| 1994                               | Luis Felipe Morúa Carrillo         |
| 1994                               | Salvador López Alfaro              |
| 1994-1995                          | Federico Vargas Peralta            |
| 1995                               | Luis Alberto Carranza              |
| 1996-1998                          | Eduardo Echeverría Calzada         |
| 1998                               | Álvaro Pochet Meléndez             |
| 1998                               | Pedro Beirute Rodriguez            |
| 1998-1999                          | Álvaro Pochet Meléndez             |
| 1999-2006                          | Hermes Navarro Vargas              |
| 2006-2007                          | Wálter Niehaus Bonilla             |
| 2007                               | Miguel Chacón Alvarado             |
| 2007-2015                          | Eduardo Li Sánchez                 |
| 2015                               | Jorge Hidalgo Vega                 |
| 2015-2023                          | Rodolfo Villalobos Montero         |
| 2023-presente                      | Osael Maroto Martínez              |

## Clubes y Asociaciones de Fútbol en Costa Rica
El Fútbol de Costa Rica desde 1904 hasta 1989
Abreviaturas: C. (Club), C.S. (Club Sport), A.D. (Asociación Deportiva), C.A. (Club Atlético), C.D. (Club Deportivo), C.F. (Club de Fútbol), S.D. (Sociedad Deportiva), S.C. (Sport Club), U.D. (Unión Deportiva) y F.C. (Fútbol Club).
| '                                             |                               |                                            |                         |
| Grupo A: Región, San José                     | Ciudad/Área                   | Grupo B: Región, San José                  | Ciudad/Área             |
| 1- C.S. Josefino                              | San José                      | 2- C.S. Costarricense                      | San José                |
| 3- C.S. La Libertad                           | San José                      | 4- C.S. La Estrella                        | San José                |
| 5- C.S. Alemán                                | San José                      | 6- C.S. Estrada                            | San José                |
| 7- C.S. Costa Rica                            | San José                      | 8- C.S. Foot Ball, Seminario               | San José                |
| 9- C.S. XIII                                  | San José                      | 10- C.S. La Grecia                         | San José                |
| 11- C.S. Juvenil                              | San José                      | 12- C.S. Vicentino                         | San José                |
| 13- C.S. Small                                | San José                      | 14- C.S. 11 de Abril                       | San José                |
| 15- C.S. La Independencia                     | San José                      | 16- C.S. Victoria                          | San José                |
| 17- C.S. Carlos V                             | San José                      | 18- C.S. La Juventud                       | San José                |
| 19- C.S. Mazo                                 | San José                      | 20- C.S. La América                        | San José                |
| 21- C.S. San Vicente                          | San José                      | 22- C.S. El Atrevido                       | San José                |
| 23- C.S. Irazú                                | San José                      | 24- C.S. Estela                            | San José                |
| 25- C.S. Olimpia                              | San José                      | 26- C.S. Mojonense                         | San José                |
| 27- C.S. La Juventud Josefina                 | San José                      | 28- C.S. El Progreso                       | San José                |
| 29- C.S. Electra                              | San José                      | 30- C.S. San Francisco                     | Goicoechea              |
| 31- C.S. Regeneración                         | San José                      | 32- C.S. Fernando VII                      | San José                |
| 33- C.S. La Juventud                          | San José                      | 34- C.S. La Roma                           | San José                |
| 35- C.S. Alba                                 | San José                      | 36- C.S. Guadalupe                         | Goicoechea              |
| 37- C.S. Estación                             | San José                      | 38- C.S. Josefino Reformado                | San José                |
| 39- C.S. El Intrépido                         | San José                      | 40- C.S. Independiente                     | Goicoechea              |
| 41- C.S. Braulio Carrillo                     | San José                      | 42- C.S. Occidental                        | San José, San José      |
| 43- C.S. El 5 de Noviembre                    | San José                      | 44- C.S. San Isidro                        | San José                |
| 45- C.S. Solfeo                               | San José                      | 46- C.S. Instructivo de Guadalupe          | Goicoechea              |
| 47- C. Juventud Mariana                       | San José                      | 48- C. de Sport Trébol                     | San José                |
| 49- C.S. de San Francisco, Mata Redonda       | San José                      | 50- C. Obrero Centenario                   | San José                |
| 51- C.S. Plaza Víquez                         | San José                      | 52- C. Colón                               | San José                |
| 53- C. Tibás                                  | Tibás                         | 54- C. Coronado                            | Vázquez de Coronado     |
| 55- C.S. del Colegio Anglo Americano          | San José                      | 56- C.S. Oriente                           | Cantón de Goicoechea    |
| 57- C.S. Sociedad Federal de Trabajadores     | San José                      | 58- C.S. Moravia, San Vicente              | Cantón de Moravia       |
| 59- C.S. La Juventud Josefina                 | San José                      | 60- C.S. Juventud de Moravia               | Cantón de Moravia       |
| 61- C.S. El Orión                             | San José                      | 62- C. Mata Redonda                        | San José                |
| 63- C.S. 2 de febrero                         | San José                      | 64- C. Alianza                             | San José                |
| 65- C. Panamericano                           | San José                      | 66- C. de Amigos                           | Cantón de Desamparados  |
| 67- C. San José                               | San José                      | 68- C. El Central                          | San José                |
| 69- C. El Aliado                              | San José                      | 70- C. El Josefino                         | San José                |
| 71- C. Almendares                             | San José                      | 72- C. Juventud Desamparadeña              | Cantón de Desamparados  |
| 73- C.S. Fénix                                | Cantón de Escazú              | 74- C.S. Acción Católica                   | Cantón de Escazú        |
| 75- C.S. 13 de Junio                          | Cantón de Curridabat          | 76- C. Unión                               | San José                |
| 77- C.D. Orión F.C                            | San José                      | 78- C.D. Rohmoser F.C                      | San José                |
| 79- C. Orión R.S (Deportivo Saprissa F.C)     | San José                      | 80- C.D. Universitario (U.C.R)             | Cantón de Montes de Oca |
| 81- C.D. Damasco, Sagrada Familia             | San José                      | 82- C.A. Medellín, Sagrada Familia         | San José                |
| 83- C.A. Escazú                               | Cantón de Escazú              | 84- C.A. Álvarez                           | Cantón de Tibás         |
| 85- C.A. San Luis                             | Cantón de Pérez Zeledón       | 86- C.A. San Isidro del General            | Cantón de Pérez Zeledón |
| 87- C.A. González Víquez                      | San José                      | 88- C.A. Costarricense                     | San José                |
| 89- C.S. Alma Tica                            | San José                      | 90- C.S. Almarza                           | San José                |
| 91- C.A. Rebeldes                             | Cantón de Curridabat          | 92- A.D. Valencia                          | Cantón de Curridabat    |
| 93- A.D. Municipal Curridabat                 | Cantón de Curridabat          | 94- A.D. Compañeros                        | Cantón de Tibás         |
| 95- A.D. Municipal Tibás                      | Cantón de Tibás               | 96- A.D. Atlético J.R                      | San José                |
| 97- A.D. Sta. María                           | Cantón de Dota                | 98- A.D. Terrazú                           | San José                |
| 99- A.D. Aserrí                               | San José                      | 100- A.D. San Ignacio                      | Cantón de Acosta        |
| 101-A.D. Selección de Escazú                  | Cantón de Escazú              | 102- A.D. Carlos Navarro                   | San José                |
| 103- A.D. Pavas                               | San José                      | 104- A.D. San Miguel                       | Cantón de Goicoechea    |
| 105- A.D. Terrazú                             | Cantón de San José            | 106- A.D. Generaleña                       | Cantón de Pérez Zeledón |
| 107- A.D. Municipal Pérez Zeledón             | Cantón de Pérez Zeledón       | 108- A.D. Escazuceña                       | Cantón de Escazú        |
| 109- A.D. Sagrada Familia                     | Cantón de San José            | 110- A.D. Selección de Desamparados        | Cantón de Desamparados  |
| 111- A.D. Desamparadeña                       | Cantón de Desamparados        | 112- A.D. Ciudad Colón                     | Cantón de Mora          |
| 113- A.D. Municipal Coto Brus                 | Cantón de Pérez Zeledón       | 114- A.D. Municipal Puriscal               | Cantón de Puriscal      |
| 115- A.D. Alianza F.C                         | Cantón de San José            | 116- A.D. Otto Quirós                      | Cantón de Goicoechea    |
| 117- Deportivo Durpanel F.C                   | Cantón de Tibás               | 118- Deportivo San José F.C                | Cantón de San José      |
| 119- Deportivo Lourdes                        | Cantón de Montes de Oca       | 120- Deportivo Audax, Cinco Esquinas       | Cantón de Tibás         |
| 121- Deportivo Monestel F.C                   | Cantón de Escazú              | 122- Deportivo Calderón Muñóz F.C          | Cantón de San José      |
| 123- Deportivo Amigos F.C                     | Cantón de Tibás               | 124-Deportivo Copey F.C                    | Cantón de Tibás         |
| 125-Deportivo Jiménez F.C                     | Cantón de Montes de Oca       | 126- Deportivo Hilman                      | Cantón de Tibás         |
| 127-Deportivo Vasconia                        | Cantón de San José            | 128- Deportivo La Estrella                 | Cantón de San José      |
| 129-Deportivo Martínez Guemes                 | Cantón de San José            | 130- Deportivo Ernesto Gúzman              | Cantón de San José      |
| 131-Deportivo Santa Lucía                     | Cantón de San José            | 132- Deportivo Carlos Durán                | Cantón de San José      |
| 133-Deportivo Núbia                           | Cantón de Tibás               | 134- Deportivo Cuaquí                      | Cantón de Tibás         |
| 135- Deportivo Lanuz                          | Cantón de Tibás               | 136- Deportivo San Blas                    | Cantón de Moravia       |
| 137-Deportivo López                           | Cantón de Alajuelita          | 138- Deportivo Los Pinos, San Pedro        | Cantón de Montes de Oca |
| 139- Deportivo DIMAS                          | Cantón de Escazú              | 140- Deportivo Ubaldo Chávez               | Cantón de Escazú        |
| 131-Atlas F.C                                 | Cantón de San José            | 142- La Pitahaya F.C                       | Cantón de San José      |
| 143- Juventus F.C                             | Cantón de San José            | 144- Danubio F.C                           | Cantón de Escazú        |
| 145- Aranjuez F.C                             | Cantón de San José            | 146- El Coco F.C                           | Santa Ana               |
| 147- A.D. Llorente                            | Cantón de Curridabat          | 148- Malavassi F.C                         | Cantón de San José      |
| 149- Pleywood F.C                             | Cantón de Tibás               | 150- Municipal Aserrí                      | Cantón de Aserrí        |
| 151- U.D. Tibaseña                            | Cantón de Tibás               | 152- U.D. Moravia                          | Cantón de Moravia       |
| 153-U.D. San Gerardo, Zapote                  | Cantón de San José            | 154- Deportivo Cruceiro                    | Cantón de San José      |
| 155- Juventud Atlética Independiente          | Cantón de San José            | 156- Once Costa Rica                       | Cantón de San José      |
| 157- Sociedad Gimnástica Española de San José | Cantón de San José            | 158- Sociedad Atlética Liceo de Costa Rica | Cantón de San José      |
| 159- Universal de San José                    | Cantón de San José            | 160- Montes de Oca                         | Cantón de Montes de Oca |
| 161- Barrio Cuba                              | Cantón de San José            | 162- Orión Zapote                          | Cantón de San José      |
| 163- Independiente de Pavas                   | Cantón de San José            | 164- Cosmos                                | Cantón de San José      |
| 165-Nicolás Marín (Municipal San José)        | Cantón de San José            |                                            |                         |
| 166- Ferretería Núñez                         | Cantón de Pérez Zeledón       | 167- Sindicato de Calzado                  | Cantón de San José      |
| 168- Municipal Alajuelita                     | Cantón de Alajuelita          | 169- Sociedad Eléctrica Costarricense      | Cantón de San José      |
| 170- Real San José                            | Cantón de San José            | 171- Híspano Atlético                      | Cantón de San José      |
| 172- Cerveza Real                             | Cantón de San José            | 173- Cerveza Aguila                        | Cantón de San José      |
| 174- Consorcio Cervecero de Costa Rica        | Cantón de San José            | 175- Consorcio de Tabaco                   | Cantón de San José      |
| 176- Amigos de San Rafael                     | Cantón de Vázquez de Coronado | 177- Veracruz                              | Cantón de San José      |
| 178-La Uruca                                  | La Uruca                      | 179-TACA                                   | La Uruca                |
| 180-Argentino Jr.                             | Cantón de San José            | 181- Real Argentina                        | Cantón de San José      |
| 182-Boca Jr.                                  | Cantón de San José            | 183- Soledad                               | Cantón de San José      |
| 184-El Bosque                                 | Cantón de San José            | 185- Hacienda                              | Cantón de San José      |
| 186-Plaza González Víquez                     | Cantón de San José            | 187- Cristo Rey                            | Cantón de San José      |
| 188-I.N.S                                     | Cantón de San José            | 189- Aires                                 | Cantón de San José      |
| 190-Metropolitano                             | Cantón de San José            | 191- Centro de Amigos                      | Cantón de San José      |
| 192-El Cruce                                  | Cantón de San José            | 193- Rosaba                                | San José (Costa Rica)   |
| 194-Los Ángeles                               | Cantón de Escazú              | 195- Linda Vista                           | Cantón de San José      |
| 196- Selección de Hatillo                     | Hatillo (Costa Rica)          | 197- Selección de Santa Ana                | Santa Ana               |
| 198-Selección de San Sebastian                | Cantón de San José            | 199- Selección de Lomas de Ocloro          | Cantón de San José      |
| 200-Selección de Salitral                     | Santa Ana                     | 201- Selección de Mora                     | Cantón de Mora          |
| 202- Selección de Acosta                      | Cantón de Acosta              | 203- Selección de San Miguel               | Cantón de Desamparados  |

| '                                        |                         |                                            |                         |
| Grupo A: Región, Heredia                 | Ciudad/Área             | Grupo B: Región, Heredia                   | Ciudad/Área             |
| 1- C.S. Domingueño                       | Santo Domingo           | 2- C.S. Juan J. Flores                     | Cantón de Heredia       |
| 3- C. Obrero Cristóbal Colón             | Cantón de Heredia       | 4- C.S. Renacimiento                       | Cantón de Heredia       |
| 5- C.S. Japón                            | Cantón de San Isidro    | 6- C.S. de La Puebla                       | San Pablo               |
| 7- C.S. La Domingueña                    | Santo Domingo           | 8- C.S. de la Ciudad de Heredia            | Cantón de Heredia       |
| 9- C.S. Juventud Domingueña              | Santo Domingo           | 10- C.S. La Unión                          | San Pablo               |
| 11- C.S. Benjamín Franklin               | Santo Domingo           | 12- C.S. Ricaurte                          | Cantón de Santa Bárbara |
| 13- C.S. La Estrella                     | Cantón de Heredia       | 14- C.S. de La Juventud                    | Cantón de Flores        |
| 15- C. de Sport Puerto Arturo            | Cantón de Heredia       | 16- C. de Sport Napoleón I                 | Cantón de Heredia       |
| 17- C. Piche                             | Cantón de Heredia       | 18- C. de Chiquillos                       | Cantón de Heredia       |
| 19- C.S. 21 de Julio                     | Cantón de Belén         | 20- C.S. Rafael Moya                       | Cantón de San Rafael    |
| 21- C.S. Coronel Nicolás Aguilar         | Cantón de Barva         | 22- C.S. Félix Arcadio Montero             | Santo Domingo           |
| 23- C.S. Liberal                         | Cantón de Santa Bárbara | 24- C. Lusitania (Foot-Ball Team Heredia   | Cantón de Heredia       |
| 25- C. de Sport La Italia                | Cantón de Flores        | 26- C.S. Garibaldi                         | Cantón de Heredia       |
| 27- C.S. Minerva                         | Santo Domingo           | 28- C.S. El Progreso'                      | Cantón de Heredia       |
| 29- C. Renacimiento Domingueño           | Santo Domingo           | 30- C. El Barveño                          | Cantón de Barva         |
| 31- C. Joaquiñero                        | Cantón de Flores        | 32- C. Oriente                             | Cantón de Santa Bárbara |
| 33- C.S. El 56                           | Cantón de San Rafael    | 34- C. Juan Santamaría                     | Santo Domingo           |
| 35- C.S. Herediano                       | Cantón de Heredia       | 36- C. La Puebla (Deportivo Vélez F.C)     | San Pablo               |
| 37- C.S. Floreño                         | Cantón de Flores        | 38- A.C.D. La Flor                         | Cantón de Heredia       |
| 39- A.D. San Lorenzo                     | Cantón de Flores        | 40- A.D. Santa Bárbara                     | Cantón de Santa Bárbara |
| 41- A.D. Quesada                         | Cantón de San Isidro    | 42- A.D. Municipal San Pablo               | San Pablo               |
| 43- AD Fraternidad de Santa Bárbara      | Cantón de Santa Bárbara | 44- A.D. San Rafael                        | Cantón de San Rafael    |
| 45- A.D. Yuba Paniagua                   | Cantón de San Rafael    | 46- A.D. Birrí F.C                         | Cantón de Barva         |
| 47- A.D. Belén (Belén Calle Flores)      | Cantón de Belén         | 48- A.D. Barrealeña F.C                    | Cantón de Heredia       |
| 49- A.D. Turnón, Concepción              | Cantón de San Isidro    | 50- U.D. San Francisco                     | Cantón de San Isidro    |
| 51- Deportivo Machado F.C                | Cantón de Santa Bárbara | 52- Deportivo Danubio F.C, Santa Rosa      | Santo Domingo           |
| 53- Deportivo Torinos F.C                | Cantón de San Rafael    | 54- Deportivo Diamante F.C, Mercedes Norte | Cantón de Heredia       |
| 55- Deportivo Caribe F.C, Mercedes Norte | Cantón de Heredia       | 56- Deportivo Mac Donald F.C               | Cantón de Santa Bárbara |
| 57- Deportivo Jorge Muñoz Corea F.C      | Cantón de Heredia       | 58- Deportivo Bravo F.C                    | Cantón de San Rafael    |
| 59- Deportivo Yurusty F.C                | Santo Domingo           | 60- Deportivo Yurusti F.C                  | Santo Domingo           |
| 61-Deportivo Milán F.C                   | Cantón de Heredia       | 62- Deportivo Plaza Flores                 | Cantón de Heredia       |
| 63- Deportivo Migueleño F.C              | Santo Domingo           | 64- C.A. Santa Rosa                        | Santo Domingo           |
| 65- Real Deportivo Tomaseño F.C          | Santo Domingo           | 66- Once Estrellas F.C                     | Cantón de Heredia       |
| 67- Ferrocarril Oeste F.C                | Cantón de Heredia       | 68- Audax F.C                              | Cantón de Heredia       |
| 69- Los Angeles                          | Cantón de Heredia       | 70- U.N.A                                  | Cantón de Heredia       |
| 71- Municipal Herediano                  | Cantón de Heredia       | 72- Juventud Isidreña                      | Cantón de San Isidro    |
| 73- Juventud Obrera Católica             | Cantón de Heredia       | 74- Oeste                                  | Cantón de Heredia       |
| 75- Independiente Peñarol de San Pedro   | Cantón de Barva         | 76- Barrio Corazón de Jesús                | Cantón de Heredia       |
| 77- Oriente                              | Cantón de Heredia       | 78- Estrella del Sur                       | Cantón de Heredia       |
| 79- I.N.V.U                              | Cantón de Heredia       | 80- Escuela Superior Normal                | Cantón de Heredia       |
| 81- Selección de San Isidro              | Cantón de San Isidro    | 82- Selección de San Bosco                 | Cantón de Santa Bárbara |
| 83- Selección de La Virgen               | Cantón de Sarapiquí     | 84- Selección de Barrio Fátima             | Cantón de Heredia       |
| 85- Selección de San Pablo, Barva        | Cantón de Barva         | 86- Selección de La Asunción, Belén        | Cantón de Belén         |
| 87- Selección de La Rivera, Belén        | Cantón de Belén         | 88- Selección de La Aurora, Heredia        | Cantón de Heredia       |
| 89- Selección de San Roque               | Cantón de Barva         |                                            |                         |

| '                                            |                      |                                            |                      |
| Grupo A: Región, Alajuela                    | Ciudad/Área          | Grupo A: Región, Alajuela                  | Ciudad/Área          |
| 1- C.S. de San Ramón                         | Cantón de San Ramón  | 2- C.S. de Naranjo                         | Cantón de Naranjo    |
| 3- C. de Sport Jorge Washington, Río Segundo | Cantón de Alajuela   | 4- C.S. Morazán                            | Cantón de Alajuela   |
| 5- C. de Sport, Tucurrique                   | Cantón de Alajuela   | 6- C. de Sport 4 de Diciembre, Sabanilla   | Cantón de Alajuela   |
| 7- C. de Sport El Progreso Griego            | Cantón de Grecia     | 8- C. de Sport Juan Rafael Mora            | Cantón de Alajuela   |
| 9- C. de Sport Santiago, Río Segundo         | Cantón de Alajuela   | 10- C.S. La Correspondencia, Quebradas     | Cantón de Alajuela   |
| 11- C.S. de Zarcero                          | Cantón de Zarcero    | 12- C.S. La juventud, Sabanilla            | Cantón de Alajuela   |
| 13- C. de Sport de Atenas                    | Cantón de Atenas     | 14- C.S. del Llano                         | Cantón de Alajuela   |
| 15- C. de Sport Alajuelense                  | Cantón de Alajuela   | 16- C.S. Alajuelense                       | Cantón de Alajuela   |
| 17- C.S. 11 de Abril Alajuelense             | Cantón de Alajuela   | 18- C.S. Año Nuevo                         | Cantón de Orotina    |
| 19- C. Regenerador, Concepción del Llano     | Cantón de Alajuela   | 20- C. Liga Ateniense                      | Cantón de Alajuela   |
| 21- C.D. Alajuela Jr.                        | Cantón de Alajuela   | 22- C.A. Barcelona                         | Cantón de Alajuela   |
| 23- Asoc. Liga Deportiva Alajuelense         | Cantón de Alajuela   | 24- A.D. PRIMENCA                          | Cantón de Alajuela   |
| 25- A.D. Ramonense                           | Cantón de San Ramón  | 26- A.D. Sancarleña                        | Cantón de San Carlos |
| 27- A.D. El Carmen F.C                       | Cantón de Alajuela   | 28- A.D. Valverde Vega                     | Cantón de Zarcero    |
| 29- A.D. Orotinense                          | Cantón de Orotina    | 30- A.D. Naranjeña                         | Cantón de Naranjo    |
| 31- A.D. Palmareña (Rincón de Palmares C.F)  | Cantón de Palmares   | 32- A.D. Municipal Atenas                  | Cantón de Atenas     |
| 33- A.D. El Roble                            | Cantón de Alajuela   | 34- A.D. Tapezco                           | Cantón de Zarcero    |
| 35- Deportivo Formaleta                      | Cantón de Alajuela   | 36- Deportivo Cooperativa Victoria         | Cantón de Alajuela   |
| 37- Río Segundo F.C                          | Cantón de Alajuela   | 38- Tambor F.C                             | Cantón de Alajuela   |
| 39- Turrúcares F.C                           | Cantón de Alajuela   | 40- Laguna F.C                             | Cantón de Alajuela   |
| 41- Selección de Alajuela                    | Cantón de Alajuela   | 42- Selección de Tacares                   | Cantón de Grecia     |
| 43- Selección de Atenas                      | Cantón de Atenas     | 44- Selección de Santa Rosa                | Cantón de Alajuela   |
| 45- Selección de Poás                        | Cantón de Poás       | 46- Selección de Villa Hermosa             | Cantón de Alajuela   |
| 47- Selección de San Mateo                   | Cantón de Alajuela   | 48- Selección de Carrillos                 | Cantón de Poás       |
| 49- Selección de San Carlos                  | Cantón de San Carlos | 50- Selección de La Fortuna                | Cantón de San Carlos |
| 51- Selección de San Rafael                  | Cantón de Alajuela   | 52- Selección de Grecia (Municipal Grecia) | Cantón de Grecia     |
| 53- Selección de Sarchí                      | Cantón de Sarchí     | 54- Selección de San Pedro                 | Cantón de Poás       |
| 55- Selección de San Ramón                   | Cantón de San Ramón  | 56- Juventud Alianza                       | Cantón de Orotina    |
| 57- Coca-Leca                                | Cantón de Alajuela   | 58- Cervecería Costa Rica                  | Cantón de Alajuela   |
| 59- La Argentina                             | Cantón de Alajuela   | 60- Tienda Carlos Luis                     | Cantón de Atenas     |

| '                                     |                     |                                    |                     |
| Grupo A: Región, Cartago              | Ciudad/Área         | Grupo A: Región, Cartago           | Ciudad/Área         |
| 1- C.S. Cartaginés                    | Cantón de Cartago   | 2- C.S. Invencible Paraiseño       | Cantón de Paraíso   |
| 3- C. Monte Líbano                    | Cantón de Cartago   | 4- C.S. de Artesanos de Cartago    | Cantón de Cartago   |
| 5- C.S. Águila de Oro                 | Cantón de Cartago   | 6- C. de Sport Reventazón de Orosi | Cantón de Cartago   |
| 7- C.S. La Unión (Municipal La Unión) | Cantón de Cartago   | 8- C. de Sport Oriente             | Cantón de Cartago   |
| 9- C. Social Sport                    | Cantón de Turrialba | 10- C. Titanic                     | Cantón de Cartago   |
| 11- C.S.Turrialba                     | Cantón de Turrialba | 12- C. General Prim                | Cantón de Cartago   |
| 13- C.S. Zeppelín                     | Cantón de Turrialba | 14- C. Centro Social               | Cantón de Cartago   |
| 15- C.S. Dulce Nombre                 | Cantón de Cartago   | 16- C. Arenilla                    | Cantón de Cartago   |
| 17- C. juventud                       | Cantón de Cartago   | 18- C. San Antonio del Guarco      | Cantón de Cartago   |
| 19- C.S. Once Tigres                  | Cantón de Cartago   | 20- C.S. La Lucha                  | Cantón de Cartago   |
| 21- C.S. Asturias                     | Cantón de Cartago   | 22- C.S. Angelinos                 | Cantón de Cartago   |
| 23- Tucurrique F.C.                   | Cantón de Jiménez   | 24- Tierra Blanca F.C              | Cantón de Cartago   |
| 25- Guadalupe F.C                     | Cantón de Cartago   | 26- Oreamuno F.C                   | Cantón de Cartago   |
| 27- Corsarios F.C                     | Cantón de Cartago   | 28- Estudiantil Guadalupana        | Cantón de Cartago   |
| 29- A.D. El Guarco                    | Cantón de El Guarco | 30- A.D. Paraíso                   | Cantón de Paraíso   |
| 31- A.D. Municipal Turrialba          | Cantón de Turrialba | 32- C.A. Junior                    | Cantón de Cartago   |
| 33- Deportivo San Lorenzo             | Cantón de Cartago   | 34- Deportivo Eliazar Calvo        | Cantón de Cartago   |
| 35- Sociedad Deportiva Los Angeles    | Cantón de Cartago   | 36- Sociedad Atlética Cartaginesa  | Cantón de Cartago   |
| 37- Lourdes                           | Cantón de Cartago   | 38- Independiente                  | Cantón de Turrialba |
| 39- Municipal Barquero                | Cantón de Paraíso   | 40- Municipal Aserrí               | Cantón de Cartago   |
| 41- El Carmen F.C de Cartago          | Cantón de Cartago   | 42- Pacayas F.C                    | Cantón de Turrialba |
| 43- Triángulo F.C                     | Cantón de Turrialba | 44- Selección de San Rafael        | Cantón de Oreamuno  |
| 45- Selección de la Suiza             | Cantón de Turrialba | 46- Selección de Juan Viñas        | Cantón de Turrialba |
| 47- Lanús Cot                         | Cantón de Cartago   | 48- Independiente de Tres Ríos     | Tres Ríos           |
| 49- Juventud Deportiva Turrialbeña    | Cantón de Turrialba |                                    |                     |

| '                           |                     |                                 |                      |
| Grupo A: Región, Guanacaste | Ciudad/Área         | Grupo A: Región, Guanacaste     | Ciudad/Área          |
| 1- C. S. Centroamérica      | Cantón de Liberia   | 2- C.S. San Francisco           | Cantón de Liberia    |
| 3- C. de Sport Cañero       | Cantón de Cañas     | 4- C.S. 15 de Setiembre         | Cantón de Santa Cruz |
| 5- C. de Amigos La Reforma  | Cantón de Nicoya    | 6- C. de Sport Cruceño          | Cantón de Santa Cruz |
| 7- C.S. Filadelfino         | Cantón de Nicoya    | 8- C. Libertad                  | Cantón de Liberia    |
| 9- C.S. La Juventud         | Cantón de Cañas     | 10- C.S. Juventud               | Cantón de Cañas      |
| 11- C.D. Taboga             | Cantón de Abangares | 12- C.D. Fértica                | Cantón de Liberia    |
| 13- A.D. Guanacasteca F.C   | Cantón de Nicoya    | 14- A.D. Municipal Liberia      | Cantón de Liberia    |
| 15- A.D. Carrillo           | Cantón de Carrillo  | 16- A.D. Santacruceña           | Cantón de Santa Cruz |
| 17- A.D. Abangares          | Cantón de Abangares | 18- A.D. Nicoya                 | Cantón de Nicoya     |
| 19- A.D. Cartagena          | Cantón de Nicoya    | 20- A.D. Bagases                | Cantón de Bagaces    |
| 21- A.D. Zapandí            | Cantón de Nicoya    | 22- A.D. Nandayureña            | Cantón de Nandayure  |
| 23- A.D. Once Tigres        | Cantón de Nicoya    | 24- A.D. Tilarán                | Cantón de Tilarán    |
| 25- Deportivo Asturias F.C  | Cantón de Nicoya    | 26- Deportivo Farith Ayales F.C | Cantón de Liberia    |
| 27- CODEGA F.C              | Cantón de Nicoya    | 28- Colorado F.C                | Cantón de Abangares  |
| 29- Deportivo Los Ángeles   | Cantón de Nicoya    | 30- Deportivo Odilio Sing       | Cantón de Nicoya     |
| 31- Real Chorotega          | Cantón de Nicoya    | 32- Municipal Cañas             | Cantón de Cañas      |

| '                             |                      |                               |                        |
| Grupo A: Región, Pacífico     | Ciudad/Área          | Grupo A: Región, Pacífico     | Ciudad/Área            |
| 1- C.S. de Puntarenas         | Cantón de Puntarenas | 2- C. de Sport Sardineño      | Cantón de Puntarenas   |
| 3- C. del Pacífico            | Cantón de Puntarenas | 4- C.S. Costa Rica            | Cantón de Esparza      |
| 5- C. Mora y Cañas            | Cantón de Puntarenas | 6- C. 15 de Setiembre         | Cantón de Puntarenas   |
| 7- C. 2 de febrero            | Cantón de Esparza    | 8- Club Sport                 | Cantón de Puntarenas   |
| 9- C. de Sport La Democracia  | Cantón de Puntarenas | 10- C. Espartano              | Cantón de Esparza      |
| 11- C. Juventud               | Cantón de Puntarenas | 12- C. Juventud de Puntarenas | Cantón de Puntarenas   |
| 13- C. de Puntarenas          | Cantón de Puntarenas | 14- C.S. Asturias             | Cantón de Puntarenas   |
| 15- A.D. Municipal Puntarenas | Cantón de Puntarenas | 16- A.D. Esparza              | Cantón de Esparza      |
| 17- A.D. Golfito              | Cantón de Golfito    | 18- A.D. Sabalito             | Cantón de Puntarenas   |
| 19- A.D. Parrita              | Cantón de Parrita    | 20- A.D. Damas, Quepos        | Cantón de Aguirre      |
| 21- Municipal Osa             | Cantón de Osa        | 22- Atlético Quepos F.C       | Cantón de Aguirre      |
| 23- Los Angeles F.C           | Cantón de Puntarenas | 24- Real Esparza F.C          | Cantón de Esparza      |
| 25- Ferrocarril F.C           | Cantón de Golfito    | 26- Buenos Aires              | Cantón de Buenos Aires |
| 27- El Costa Rica             | Cantón de Puntarenas | 28- Sporting                  | Cantón de Puntarenas   |
| 29- Selección de Osa          | Cantón de Osa        | 30- Selección de Aguirre      | Cantón de Aguirre      |
| 31- Fortuna S.C               | Cantón de Esparza    | 32- Liga Puntarenense         | Cantón de Puntarenas   |
| 33- Selección de Chacarita    | Cantón de Puntarenas | 34- Selección de Miramar      | Cantón de Puntarenas   |

| '                                 |                     |                               |                   |
| Grupo A: Región, Caribe           | Ciudad/Área         | Grupo A: Región, Caribe       | Ciudad/Área       |
| 1- C.S. Limón                     | Cantón de Limón     | 2- C. de Sport Limonense      | Cantón de Limón   |
| 3- C. Aranjuez                    | Cantón de Limón     | 4- C.S. La Juventud Limonense | Cantón de Limón   |
| 5- Centro Sportivo de Siquirres   | Cantón de Pococí    | 6- C.S. de Siquirres          | Cantón de Limón   |
| 7- C. Gimnástico Limonense        | Cantón de Limón     | 8- C. El Atlético Limonense   | Cantón de Limón   |
| 9- C.S. Atlántico                 | Cantón de Limón     | 10- C.S. Cavalini             | Cantón de Limón   |
| 11- Sociedad Gimnástica Limonense | Cantón de Limón     | 12- Northern Railway Company  | Cantón de Limón   |
| 13- Limón, (JAPDEVA) F.C          | Cantón de Limón     | 14- Limón, (SPRITE) F.C       | Cantón de Limón   |
| 15- Ferroviarios F.C              | Cantón de Limón     | 16- Marte F.C                 | Cantón de Limón   |
| 17- Estrada F.C                   | Cantón de Pococí    | 18- Matina F.C                | Cantón de Pococí  |
| 19- Deportivo Independiente F.C   | Cantón de Pococí    | 20- Deportivo Juan Gobán F.C  | Cantón de Limón   |
| 21- Deportivo Estrella Roja F.C   | Cantón de Limón     | 22- Deportivo Acón F.C        | Cantón de Limón   |
| 23- Liga Limonense                | Cantón de Limón     | 24- Municipal Limón           | Cantón de Limón   |
| 25- A.D. Pococí                   | Cantón de Pococí    | 26- A.D. Santos               | Cantón de Pococí  |
| 27- A.D. Siquirreña               | Cantón de Siquirres | 28- A.D. Matineña             | Cantón de Limón   |
| 29- A.D. Caribe Sur               | Cantón de Limón     | 30- A.D. Guácimo              | Cantón de Limón   |
| 31- A.D. Limonense                | Cantón de Limón     | 32- Selección de Pocora       | Cantón de Guácimo |
| 33- Barcelona                     | Cantón de Pococí    | 34- Huracán                   | Cantón de Pococí  |
| 35- Cieneguita Jr.                | Cantón de Limón     | 36- Harry Jackson Jr.         | Cantón de Limón   |
| 37- Bazar New York                | Cantón de Limón     |                               |                   |

### Selecciones de fútbol
- Selección de fútbol de Costa Rica
- Selección olímpica de fútbol de Costa Rica
- Selección de fútbol sub-20 de Costa Rica
- Selección de fútbol sub-17 de Costa Rica

### Campeonatos de fútbol
- Primera División de Costa Rica
- Segunda División de Costa Rica
- Liga Nacional de Fútbol Aficionado
- Primera División Femenina de Costa Rica